# SN 1999ds
SN 1999ds – supernowa typu II odkryta 7 września 1999 roku w galaktyce A235351+0009. W momencie odkrycia miała maksymalną jasność 22,40m.